# Godspeed (personaggio)
Godspeed (alias August Heart) è un supercriminale, divenuto successivamente antieroe, apparso nei comic book pubblicati dalla DC Comics. 

## Biografia
August Heart è stato un collega di Barry Allen al Dipartimento di Polizia di Central City. Il fratello di Heart fu assassinato da un criminale, che fu liberato a causa di un fulmine che colpì sia Barry sia il laboratorio vicino a lui. Quando August affrontò Black Hole, un'organizzazione criminale che rubò un furgone contenente attrezzatura scientifica dai Laboratori S.T.A.R., riconobbe il simbolo dell'organizzazione già rivisto sulla scena dell'assassinio del fratello. Nella vicenda, August ricevette un colpo ma prima che il proiettile potesse raggiungerlo, Barry lo salvò. Fu comunque colpito come Barry da un fulmine durante il temporale, il quale gli permise di ottenere la velocità.
Appena divenuto un velocista, mette fuori gioco colui che precedentemente gli aveva sparato contro. Dopo che Barry si rivelerà essere Flash, August decise di realizzare il proprio costume da supereroe, diventando partner insieme a Flash, pur di risolvere l'omicidio di suo fratello. Dopo aver sconfitto Black Hole, i due assistono a un altro temporale e i fulmini colpiscono altri cittadini, trasformandoli in velocisti.

## Poteri e capacità
Godspeed condivide le abilità di ogni velocista, mostrando di avere super velocità e l'abilità di generare fulmini come aura o proiettili, oltre a poter diventare intangibile. L'abilità più peculiare è quella di poter risucchiare la velocità da altri velocisti, mostrata quando questi corre attorno a uno di essi a velocità estrema, a costo però di ferirli o addirittura uccidere l'altro velocista. Può inoltre creare un clone di sé stesso utilizzando la Forza della velocità, tuttavia causandogli dolore, e un uso smodato può interrompere il processo e far dissolvere il clone. Come gli altri velocisti può correre a velocità dieci volte quelle della luce, quando entra nella Forza della velocità.

## In altri media

### Televisione
August Heart/Godspeed appare per la prima volta nella quinta stagione di The Flash, interpretato da Kindall Charters, e doppiato da BD Wong, nell'episodio dal titolo omonimo. Viene mostrato come il primo nemico che affronta Nora West-Allen nell'anno 2049. Questa versione del personaggio è un impiegato dei Mercury Labs, che riceve i poteri dopo aver replicato la formula del Velocity 9 di Zoom, con l'intento di ricrearne una nuova versione che dia i poteri in modo permanente. Viene alla fine sconfitto da Nora, aiutata da Eobard Thawne, e incarcerato. 
Nel primo episodio della sesta stagione, viene rivelato che durante l'estate, il Team Flash ha catturato quattro impostori di Godspeed nel 2019, tutti incapaci di parlare come quello mostrato (interpretato da Ryan Handley). Scoperto l'inganno, il team è attualmente in cerca di quello vero, August Heart, che ha utilizzato i quattro come "test" per le sue ricerche sulla velocità. 
Sempre nella sesta stagione, ricompare davanti a Flash, provando a rubargli la velocità, e successivamente, facendo lo stesso dai quattro impostori rinchiusi nella prigione di Iron Heights. Con l'aiuto del Pifferaio Hartley Rathaway riescono a sconfiggerlo. Viene rivelato che questo Godspeed è un altro impostore, inviato da qualcuno che vuole ottenere velocità infinita.